# Comunità montana Valli Curone Grue e Ossona
La Comunità montana Valli Curone Grue e Ossona è stata una comunità montana del Piemonte.

## Storia
L'ente raggruppava 19 comuni della provincia di Alessandria nel sud-est del Piemonte.
Nel 2010 è stata unita alla Comunità montana Valle Borbera e Valle Spinti per formare la nuova Comunità montana Terre del Giarolo.
Si trovava in una zona collinare formata dalla Val Curone, dalla Valle Grue e dalla Valle Ossona, che vanno a chiudersi nel monte Giarolo (1.473 m). È terra di grandi tradizioni agricole e vinicole. Il punto più elevato è il monte Chiappo (1.700 m).
Lo scopo principale era quello di favorire lo sviluppo del comprensorio nella salvaguardia del patrimonio ambientale e culturale proprio.
La sede della Comunità montana si trovava a San Sebastiano Curone.